# Mamelles
Mamelles is een eiland van de Seychellen, veertien kilometer ten noordoosten van Mahé. Het eiland is onbewoond.

## Geografie
Mamelles is een granieten eiland met een lengte van 300 meter, en een breedte van 210 meter en er is maar weinig begroeiing. Er wonen alleen wilde konijnen en zeevogels, waaronder sterns, die op het eiland nestelen.
De naam van het eiland komt van het Franse woord "mamelles", wat "borsten" betekent. Dit eiland werd zo genoemd vanwege zijn vorm - twee hoge heuvels in het zuiden en het noorden, en een relatief diepe holte ertussen. Op de zuidelijke heuvel, die iets hoger is dan het noorden, staat een vuurtoren die op 15 december 1911 werd gebouwd. Aan de oevers van het eiland ligt het wrak van de tanker Ennerdale uit 1970, wat een populaire duikplek is.